# Dunstanoides mira
Dunstanoides mira là một loài nhện trong họ Amphinectidae. Loài này phân bố ở New Zealand.